# Pruna
Pruna is een gemeente in de Spaanse provincie Sevilla in de regio Andalusië met een oppervlakte van 101 km². In 2007 telde Pruna 2950 inwoners.